# Vicky McClure
Vicky McClure (Nottingham, 8 de maio de 1983) é uma atriz britânica, mais conhecida por seu trabalho nos filmes de Shane Meadows. Ela interpretou Ladine Brass no filme "A Room for Romeo Brass" (de 1999), e mais tarde, no mais famoso filme de Shane Meadows, "This Is England" (de 2006), ela interpretou Lol.
Em uma entrevista de 2007, concedida à revista Time Out, McClure falou do dia em que Shane Meadows a abordou em um bar, enquanto ela bebia com Andrew Shim, para chamá-la ao filme. Ela descreveu o making-of do filme como sendo marcado por "risadas e brincadeiras constantes", e ainda disse "Nós estivemos bastante envolvidos, o que tem sido fantástico."
Uma grande parte do filme foi improvisada - "Bom, foi tudo improvisado. Quando nós estávamos todos rindo e brincando, Shane chegava e dizia: 'Certo, quero que um faça o outro rir', e alguém aparece com um comentário bizarro para começar uma conversa. Mas nós estamos naturalmente rindo, pois é engraçado. Muitas vezes nós conseguíamos fazer a cena no primeiro take."
Do modo como ela trabalhou com Shane Meadows, ela o compara com os outros diretores: "Eu não tenho muita experiência, no que se diz respeito em trabalhar com outros diretores, e eu também não fiz muitos filmes. Mas eu tenho uma engraçada sensação de que se eu continuar trabalhando com outras pessoas, eu não terei mais aquele luxo."
Sobre a sua semelhança com as personagens, McClure traça um paralelo: "Eu acho que Ladine (papel que ela interpretou no filme "A Room for Romeo Brass") e Lol são bastante similares, pois elas não engolem qualquer coisa (...) Todas as três personagens são parecidas de diversas maneiras... Eu acho que ambas são parecidas e acho também que Shane vê um pouco delas em mim, o que obviamente ajuda bastante na construção das personagens. Mas eu sou bem legal, sério!"
Ela trabalhou no filme "Filth and Wisdom", o primeiro filme dirigido pela Madonna, que acabou sendo mostrado pela primeira vez no Festival de Berlim, em 13 de fevereiro de 2008. Ela apareceu também no video-clipe da música "She Said", do músico Plan B.
Vicky interpretou novamente a personagem de Lol em This Is England '86, uma série britânica que se originou do filme. A série dá bastante destaque a ela. McClure já teve um relacionamento com o ator Andrew Shim (como foi mencionado nos comentário do DVD This Is England). Em 8 de setembro de 2010, em uma entrevista para a Radio 5 Live, ela afirmou que atualmente em um relacionamento com Joseph Gilgun.
Em 2010, Vicky apareceu em um filme promocional para a Illamasqua, uma marca britânica de cosméticos.

## Filmografia

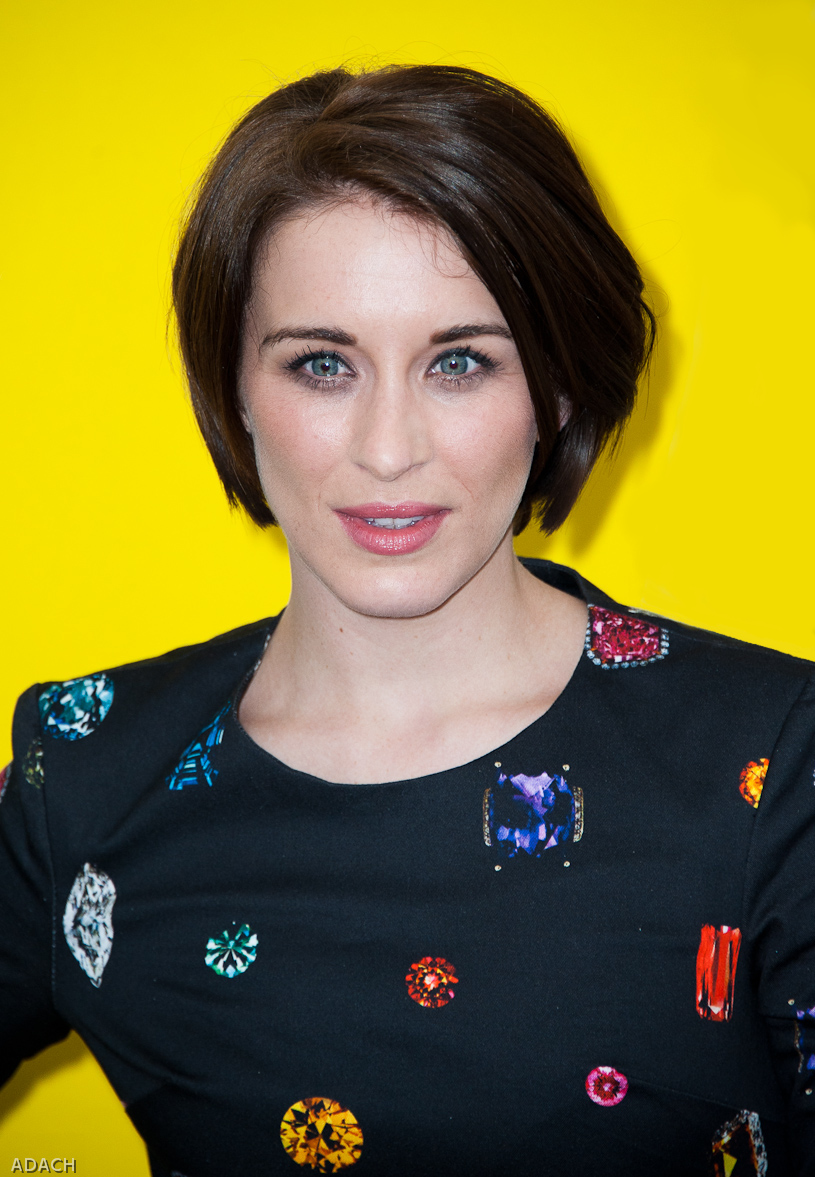
Vicky McClure (2014)

| Ano  | Filme                  | Personagem      | Notas                                         |
| 1999 | A Room for Romeo Brass | Ladine Brass    | -                                             |
| 2000 | Doctors                | Kirsty Dunns    | Série de TV (1 episódio: Love Me Tender)      |
| 2002 | Tough Love             | Zo Love         | Filme para TV                                 |
| 2004 | Shank                  | Tasha           |                                               |
| 2005 | Bierth Day             | Lucia           | Curta                                         |
| 2006 | This is England        | Lol             |                                               |
| 2008 | Filth and Wisdom       | Juliette        |                                               |
| 2009 | Enough Rope            | Iris            | Curta                                         |
| 2009 | Cast Offs              | Claire          | Série de TV (1 episódio: "Carrie")            |
| 2010 | Five Daughters         | Stacy Nicholls  | Série de TV (3 episódios)                     |
| 2010 | Just Before Dawn       | Fay             | Curta                                         |
| 2010 | This Is England '86    | Lol             | Vencedora de vários prêmios                   |
| 2011 | Walk Like a Panther    |                 | Série de TV                                   |
| 2011 | Stolen                 | DC Manda Healey | Filme para a TV                               |
| 2011 | Coming Up              | Kelly           | Série de TV (1 episódio: "Rough Skin")        |
| 2011 | The Body Farm          | Tess Williams   | Série de TV (1 episódio: "Sexual Intentions") |
| 2011 | This is England '88    | Lol             | Série de TV (3 episódios)                     |
| 2012 | True Love              | Serena          | Série de TV (1 episódio: "Nick")              |
| 2012 | Line of Duty           | Kate Fleming    | Série de TV                                   |
| 2013 | Broadchurch            | Karen White     | Série de TV                                   |
| 2013 | Svengali               | Shell           |                                               |